# Foc în adânc
Foc în adânc (1992) (titlu original A Fire Upon the Deep) este un roman science fiction al scriitorului american Vernor Vinge, o space opera care include inteligențe supraumane, extratereștri, bătălii spațiale, dragoste, trădare, genocid și un mediu de comunicare asemănător Usenet-ului. Foc în adânc a câștigat premiul Hugo pentru "Cel mai bun roman" în 1993 (la egalitate cu Doomsday Book a lui Connie Willis).
În afara edițiilor tipărite, romanul a fost inclus pe un CD-ROM vândut de ClariNet Communications împreună cu alte lucrări nominalizate la premiul Hugo în 1993. Ediția de pe CD-ROM include numeroase adnotări ale lui Vinge despre ideile și intențiile sale legate de diferite părți ale cărții.

## Intriga
O civilizație umană aflată în Exteriorul Superior (vezi mai jos pentru explicații legate de Zonele Gânditoare) descoperă o uriașă arhivă de date veche de 5 miliarde de ani în afara Rețelei Cunoscute, pe o planetă din Transcendentul Inferior. Arhiva oferă posibilitatea unor bogății de neimaginat pentru tânăra civilizație ambițioasă din Domeniul Straumli, așa încât ea trimite o expediție de arheologi programatori pentru a o deschide și a-i afla secretele.
Prevederile expediției se dovedesc insuficiente și mijlocul lor de transport, cunoscut sub numele de Laboratorul Superior, este acaparat de o entitate supra-inteligentă latentă, similară Puterilor dezvoltate în Transcendent, dar mult mai stabilă și capabilă să exercite influență asupra Exteriorului. Numită în primă fază "Aberația Straumli" de către alte civilizații și, ulterior, "Molima", entitatea are capacitatea de a se infiltra rapid și de a controla computerele și ființele umane. Entitatea convinge echipa să creeze mașini și să activeze programe pe care nu le înțeleg și împotriva cărora nu se pot apăra. Între timp, ascunse de Molima care devine tot mai puternică, două programe - copiile minților a doi membri ai expediției - prind viață și pândesc în rețeaua locală a Laboratorului. Incapabile să oprească Molima, ele aleg să pună în practică o schemă riscantă de activare a unei contramăsuri împotriva ei, existentă în arhivă.
Înțelegând pericolul reprezentat de ceea ce au dezlănțuit fără voie, membrii expediției vor să părăsească Laboratorul Superior, încărcând două nave de transport cu cât mai multe persoane și mascând plecarea acestora sub o rutină de aprovizionare. Suspicioasă, Molima descoperă că una dintre nave are un dispozitiv de stocare, despre care crede că deține informații care îi pot dăuna. Imediat, Molima preia controlul asupra Laboratorului Superior, omorând coloniștii rămași la bord și folosind laserele de comunicație pentru a distruge nava pe care se află dispozitivul; a doua navă scapă, dar Molima o ignoră, crezând că a scăpat de pericol. În realitate, a doua navă conține adevărata contramăsură împotriva Molimei și pornește spre adâncurile Exteriorului Inferior.
Foștii coloniști aterizează, împreună cu un cargo de copii aflați în hibernoterapie, pe o planetă cu o civilizație de tip medieval formată din creaturi similare câinilor - lupii - care trăiesc sub forma unor haite. Conștiința individuală este dată de o haită de lupi, care își coordonează gândurile prin ultrasunete. Un singur lup e aproape la fel de inteligent ca un câine; doi-trei pot gândi ca un copil; patru-șase este numărul standard și posedă o inteligență, conștiință de sine și personalitate egală sau superioară unui om. În mod normal, haitele formare din mai mulți indivizi decad la nivelul unei mulțimi incoerente, dar o haită de opt nu este neobișnuită, una dintre ele jucând un rol important. Sunt posibile alte configurații pentru diferite probleme, cum ar fi lungile linii de santinele sau echipele de sclavi.
Cargoul transportă majoritatea copiilor Laboratorului Superior, aflați în hibernoterapie. Cuvele în care sunt ținuți încep să se defecteze, așa încât adulții le descarcă pe lumea ospitalieră pe care au aterizat. La puțin timp după aceasta, ei sunt surprinși în mijlocul unui conflict între două națiuni de lupi, care se luptă pentru navă. Haita care a contactat în prima fază oamenii, Jupuitorii, conduși de Oțel (protejatul fermecătorului dar sinistrului geniu numit Jupuitorul din cauza cercetărilor sinistre făcute asupra altor lupi), îi atacă pe oameni, omorându-i și distrugându-le majoritatea cuvelor de hibernoterapie, căutând să capete un avantaj. Cealaltă haită este condusă de Cioplitoarea-în-lemn, numită astfel datorită talentului artistic care i-a adus faima.
Jupuitorul a pus bazele unui regat mic, dar puternic, specializat în subminarea și cucerirea regatelor vecine. Pentru a scăpa tentativei de asasinat a mulțimii în urma unei încercări nereușite de a prelua controlul unei asemenea țări, corpurile componente ale Jupuitorului s-au refugiat în diferite haite. Una dintre aceste haite este Tyrathect, ai cărei membri au făcut parte anterior din grupul unui profesor naiv al școlii Jupuitorilor; ulterior, se dezvăluie că ceilalți membri ai Jupuitorului nu au scăpat. Tyrathect revine în cetatea Jupuitorului, călătorind în compania haitelor Peregrinului Wrickwrackrum și a Copistului Jaqueramaphan. Cei doi urmăresc ambuscada în care sunt suprinși oamenii și salvează singurul supraviețuitor pe care îl văd, Johanna Olsndot, o fată de 12 ani. Revenirea Jupuitorului distrage atenția armatelor, iar cei doi reușesc să fugă cu fata la bordul unei corăbii a Jupuitorilor. Ei nu știu că fratele mai tânăr al Johannei, Jefri, a supraviețuit, rămânând în mâinile Jupuitorilor. Ambele haite caută să câștige încrederea oamenilor pe care i-au luat alături, folosindu-i pentru a dobândi accesul la diferite tehnologii. Cioplitorii-în-lemn încep să studieze o bază de date educațională. Cu ajutorul lui Jefri și a dialogurilor sale cu lumea din afară (realizat prin intermediul navei), precum și a unui spion aflat în tabăra Cioplitoarei-în-lemn, haita Lordului Oțel descoperă radioul și tunurile de mare calibru. Frații nu știu unul despre supraviețuirea celuilalt și nici despre alianța lor cu haitele rivale.
Din clipa aterizării, nava a transmis prin aparatura sa superluminică, iar mesajul său a ajuns în cele din urmă la Releu, mulțumită Ravnei Bergsndot și a Bătrânului (vezi mai jos). Ravna Bergsndot este singurul om devenit Novice în Organizația Vrinimi, un furnizor mare, vast și bogat de comunicații și informații (similar ISP-ului de la sfârșitul anilor '80 și începutul anilor '90)) bazat pe sistemul Releului. Numele acestuia vine de la faptul că se află pe linia planului galactic al Exteriorului Median, ceea ce îi oferă o propagare în linie neobturată către multe sisteme diferite, aflate la mari distanțe. El servește ca releu pentru o parte importantă a traficului din Rețeaua Cunoscută - circa 2%.
O Putere benignă numită "Bătrânul" (deoarece se știe că are peste 10 ani; rareori Puterile mențin legătura cu Exteriorul mai mult de câțiva ani) ia legătura cu Ravna, cerând informații despre Molimă și mai ales despre oamenii care au eliberat-o. El îi cere Ravnei să îl însoțească în Transcendent, dar ea refuză, îngrijorată de posibilele intenții ale Puterii. Organizația Vrinimi o sprijină, deși Bătrânul le oferă un oracol. Așa se face că, în locul acestei alternative, se recurge la cea a reconstruirii unui om, Pham Nuwen, dintr-un corp înghețat cules de o sondă din Zona Lentă și conservat în Releu de Organizația Vrinimi (împreună cu părți din alte corpuri). Omului i se induc câteva amintiri ale vieții sale anterioare, pentru a acționa ca agent al Bătrânului. Acesta din urmă ajută la căutarea fugarilor de pe Laboratorul Superior, depistând semnalul lui Jefri. O navă, E II, este desemnată să călătorească în Adâncurile Exteriorului, fiind capabilă să realizeze un zbor limitat în Zona Lentă, pentru a ajunge la Jefri și a investiga ce a luat nava din Laboratorul Superior.
Releul și Bătrânul cad victimă unui dublu atac surpriză al Molimei. Releul este atacat de o armadă, în timp ce Molima îl provoacă pe Bătrân într-un mod personal. Bătrânul fură informații despre Molimă, dând impresia că i-a găsit punctul slab. Înaintea morții, Bătrânul descarcă în mintea lui Pham cât de mult încape din el, oferindu-i instrucțiuni subconștiente pentru a activa Contramăsura.
În timpul atacului, Pham și Ravna se află în compania lui Cochilie-albastră și Tulpină-verde, plante inteligente descendente ale unei vechi rase de negustori cunoscută sub numele de skrodcălăreți, care folosesc vehicule personale sofisticate ("skrode") pentru a-și crește mobilitatea și capcitățile cognitive (skrodcălăreților le lipsește aproape complet memoria pe termen scurt). Cei patru scapă distrugerii Releului folosind nava E II, echipată anterior pentru a-i salva pe refugiații umani și pornesc pe urmele semnalului lui Jefri către planeta lupilor.
Pe drum, scapă cu greu în fața unei alianțe de flote militare anti-umane, care nu doar că știe despre faptul că oamenii sunt responsabili de reanimarea Molimei, dar îi și acuză a-i fi agenți. Oprindu-se pe lumea Odihnei Armonioase pentru a efectua reparații la E II, grupul află că civilizația umană a Sjandrei Kei a fost anihilată de Alianță. Puțin după aceea, iese la iveală faptul că skrodcălăreții sunt adevăratele marionete ale Molimei. Skrodele au fost proiectate de Molimă în urmă cu miliarde de ani pentru a crea o rasă de agenți în așteptare.
Ajungând pe lumea lupilor și aliindu-se cu Cioplitoarea-în-lemn pentru a-l înfrânge pe Oțel, Pham inițiază "Contramăsura," o substanță/dispozitiv nanotehnologică asemănătoare unui mucegai, de proveniență Transcendentă. Contramăsura afectează drastic marginile Zonelor Gânditoare din acel sector al galaxiei, ducând la pătrunderea Zonei Lente într-o parte a Transcendenței. Ruptura învăluie și distruge Molima, dar îl ucide pe Pham și îi lasă pe ceilalți oameni pe lumea lupilor, aflată acum în Adâncul Zonei Lente. Un mesaj din Rețeaua Cunoscută estimează că acest eveniment a îmbrâncit mii de civilizații neevoluate într-un mediu în care mare parte din tehnologia lor nu mai funcționează (situație analoagă unui Pământ pe care electricitatea dispare brusc), cauzând miliarde de morți.

## Elemente notabile

### Zonele Gânditoare
Vezi "Zonele Gânditoare"
În roman se menționează că Zonele se retrag progresiv spre centrul galaxiei. Înaintea activării Contramăsurii și producerii deplasării Zonei Lente, se estima că, în câteva miliarde de ani, Transcendentul avea să cuprindă întreaga galaxie, pe măsură ce Adâncurile Negânditoare, Zona Lentă și Exteriorul se vor fi strâns. Personajele speculează că Zonele și Contramăsura au fost create de ființe cu capacități superioare Puterilor, poate pentru a preveni proliferarea entităților distructive de genul Molimei.

### Influențe scandinave
Numele navei Lynsnar înseamnă "iute ca fulgerul" în Norvegiană și daneză. Multe alte nume au sonorități scandinave. Arne este un nume bărbătesc comun în Scandinavia. Multe supranume umane au sufixul -sndot, un amestec al elementelor scandinave comune -son (sau -sen) și -dottir; este posibil ca aceste forme să se fi dezvoltat pe timpul "Epocii Prințeselor" de pe Nyjora, lumea Zonei Lente din care oamenii au ajuns în Exterior. Nyjora aduce cu pronunția norvegiană a termenului "Nyjorda", care se traduce prin "Noul Pământ". "Samnorska", limba Domeniului și Aberației Straumli, a fost numele unei limbi construite pentru a uni cele două limbi naționale norvegiene diferite, Nynorsk și Bokmål, între 1917 și 1966. În cuvântul înainte, Vinge menționează călătoria făcută de el în 1988 la Oslo, capitala Norvegiei și la Tromsø, un oraș universitar norvegian arctic care a găzduit o conferință despre calculatoare în acel an.
Altă referință scandinavă din roman este povestea Aniarei, care trimite la poemul Aniara al lui Harry Martinson și la Societatea Aniara, menționată în cuvântul înainte, fandomul science fiction din Oslo care l-a găzduit pe timpul vizitei sale în capitală.

## Legături cu alte opere
Vinge a folosit pentru prima dată conceptul Zonelor Gânditoare în nuvela din 1988 "The Blabber", a cărei acțiune se petrece la sute (sau mii) de ani după Foc. Romanele intră în contradicție cu această nuvelă în multe privințe.
Următorul roman al lui Vinge, Adâncurile cerului, este un preludiu la acest roman, petrecându-se cu douăzeci de mii de ani înainte, în "Zona Lentă" de lângă Pământ și avându-l pe Pham Nuwen în rol principal. În 2011, Vinge a publicat Copiii cerului, "o continuare într-un viitor apropiat la Foc în adânc", care se petrece aproximativ după zece ani.
Și fosta soție a lui Vinge, Joan D. Vinge, a scris în universul Zonelor Gânditoare, bazându-se pe notițele lui. Scrierile ei includ "The Outcasts of Heaven Belt", "Legacy" și un roman în curs de apariție în care îl regăsim pe Pham Nuwen.

## Premii și nominalizări
- Câștigător al premiului Hugo pentru "Cel mai bun roman" în 1993 (la egalitate cu Doomsday Book de Connie Willis)[1]
- Nominalizat la premiul Nebula pentru "Cel mai bun roman" în 1992.[5]
- Nominalizat la premiul memorial John W. Campbell pentru "Cel mai bun roman science fiction" în 1993.[1]
- Nominalizat la premiul Locus pentru "Cel mai bun roman science fiction" în 1993.[1]

## Vezi și
- Paradoxul lui Fermi în ficțiune